# Seconda Repubblica (Spagna)
La Seconda Repubblica Spagnola, nota ai contemporanei semplicemente come Repubblica Spagnola (in spagnolo República Española), fu proclamata il 14 aprile 1931, contestualmente alla partenza per l'esilio di re Alfonso XIII, ed ebbe termine il 1º aprile 1939, in seguito alla vittoria nella guerra civile dei golpisti nazionalisti guidati da Francisco Franco.
Le elezioni generali si svolsero tre volte: il 28 giugno 1931 (vittoria socialista), il 19 novembre 1933 (vittoria del blocco conservatore) e il 16 febbraio 1936 (vittoria del Fronte popolare).

## Proclamazione della Repubblica

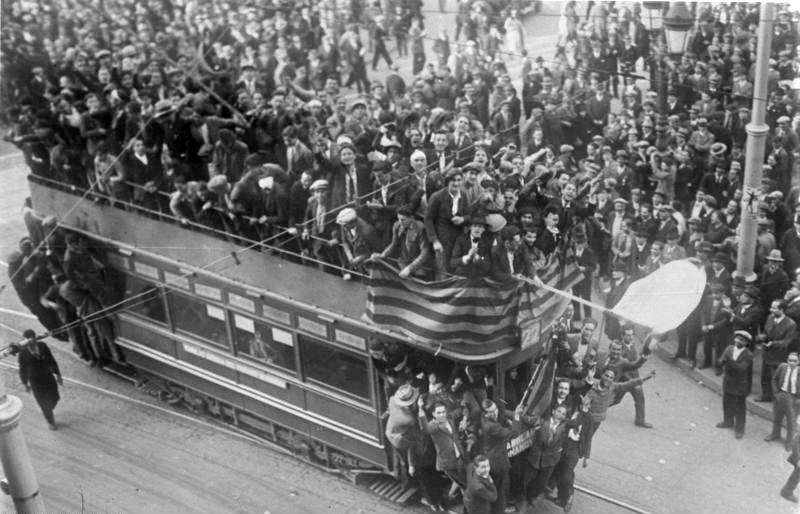
Festeggiamenti per la proclamazione della repubblica a Barcellona.

Il 27 agosto 1930 le formazioni politiche repubblicane (sinistra, i radicali e destra liberale) costituirono un comitato rivoluzionario, come base per un futuro governo provvisorio nel dicembre 1930 di transizione dalla monarchia alla repubblica (patto di San Sebastian). Anche una parte dei militari si ribellò alla monarchia tra cui il tenente colonnello dell'aeronautica Ramón Franco (fratello del generale Francisco Franco) e il generale Gonzalo Queipo de Llano.
Nel febbraio del 1931, il presidente del consiglio, ammiraglio Juan Bautista Aznar-Cabañas incaricato dal re, si assunse la responsabilità di convocare le prime libere elezioni municipali, dopo la dittatura di Miguel Primo de Rivera (1923-1930), per valutare il supporto popolare alla monarchia, prima di indire le elezioni politiche generali con una nuova legge elettorale. Le elezioni municipali si tennero il 12 aprile 1931 e dettero uno storico risultato: anche se i partiti monarchici tradizionali avevano conseguito la maggioranza nelle zone rurali, i repubblicani risultarono vincitori in 41 capoluoghi di provincia (contro 8) e, soprattutto, avevano stravinto a Madrid ed a Barcellona. I sostenitori della Repubblica considerarono questi risultati come un plebiscito per la sua costituzione immediata. Il 14 aprile 1931 re Alfonso XIII si autosospese e partì immediatamente per l'esilio. La Repubblica venne proclamata nella località basca di Eibar. Nei giorni successivi la popolazione favorevole alla repubblica scese in piazza nelle principali città spagnole (Valencia, Siviglia, Oviedo, Saragozza, Barcellona) per manifestare la propria gioia. Il 14 aprile la Catalogna, per tramite dei suoi rappresentanti Lluís Companys i Jover e Francesc Macià dell'Esquerra Republicana de Catalunya, si era proclamata repubblica autonoma nell'ambito di uno Stato federale spagnolo e Macià fu nominato primo presidente della "Generalitat de Catalunya".
Subito dopo a Madrid si formò il governo provvisorio, che ebbe il sostegno della Guardia Civil guidata dal generale José Sanjurjo, con la presenza dei maggiori rappresentanti di tutte le forze politiche: per la destra liberal-repubblicana c'erano Miguel Maura e Alcalá Zamora; per i repubblicani di sinistra Manuel Azaña e Marcelino Domingo; per i radicali Lerroux e Martínez Barrio; per i socialisti Largo Caballero, Indalecio Prieto e Fernando de los Ríos; per i nazionalisti catalani Nicolau d'Olwer e per i galiziani il repubblicano Santiago Casares Quiroga. Fuori dalla coalizione rimasero la destra monarchica, i nazionalisti baschi e la parte più estrema della sinistra (comunisti e anarchici).

### Le violenze contro le chiese
La vittoria repubblicana e la partenza del Re, accesero gli animi dei partiti e delle formazioni politiche radicali, socialiste, comuniste e anarchiche che fomentarono la popolazione contro la religione e la Chiesa cattolica spagnola, a seguito di esplicite manifestazioni di ostilità. Fin dalla nascita della repubblica, infatti, ampi settori della Chiesa spagnola si erano espressi contro il nuovo ordinamento istituzionale; tra questi l'arcivescovo di Toledo e primate di Spagna Pedro Segura, con un'infuocata pastorale del 7 maggio 1931 in cui ribadì il sostegno al re Alfonso XIII. Il 10 maggio un circolo monarchico, formato soprattutto da ufficiali dell'esercito in calle Alcalà, fu assaltato e bruciato dalla folla. Nella notte tra l'11 e il 12 maggio 1931, nel corso di nuovi violenti tumulti guidati dagli anarchici quasi tutti inquadrati nella Confederación Nacional del Trabajo furono assalite e incendiate numerose chiese, monasteri ed edifici religiosi a Madrid. Andò completamente distrutta la chiesa dei gesuiti di Calle de la flor I tumulti e gli assalti alle chiese si svilupparono anche in altre zone della Spagna come a Malaga, Siviglia e Cadice. Il governo, oltre a decretare l'espulsione del vescovo Segura, si rifiutò di far intervenire la Guardia Civil per porre fine agli assalti:
(Manuel Azaña Díaz, all'epoca ministro della Guerra)

### Gli scioperi e i primi provvedimenti
In base a ciò che era stato concordato nel Patto di San Sebastián, il governo provvisorio indisse le elezioni delle Corti costituenti (Cortes) per il 28 giugno 1931.
La Repubblica dovette far fronte immediatamente ai conflitti sociali (scioperi proclamati dai sindacati anarchici della Confederación Nacional del Trabajo a Siviglia, a Barcellona, e nelle Asturie), contro cui il governo ricorse con l'utilizzo della Guardia Civil. Si ebbero in questa fase i primi morti.
Contemporaneamente si decise di adottare una politica riformatrice con carattere di urgenza che precedesse le elezioni. Fu avviata una serie di decreti ministeriali relativi alla riforma agraria in cui si faceva divieto ai proprietari terrieri di poter licenziare i propri coloni e di assumerne da altre municipalità. Si stabilirono inoltre le otto ore lavorative. Inoltre il nuovo ministro della Guerra Manuel Azaña procedette alla riforma dell'esercito riducendo a un anno la ferma, abolendo il grado di tenente generale e chiudendo il 30 giugno 1931 la "Academia Militar de Zaragoza" di cui era comandante Francisco Franco, ritenuta una roccaforte reazionaria. Gli ufficiali che si rifiutarono di giurare fedeltà alla Repubblica furono congedati. Inoltre fu creata una formazione paramilitare denominata Guardia de Asalto da impiegare nelle grandi città, mentre la Guardia Civil fu destinata alle campagne e ai piccoli centri. La norma che più provocò disagio fra i militari fu quella che intendeva rivedere completamente le promozioni avvenute "per merito" durante la guerra marocchina di circa mille graduati.
Nel frattempo furono avviati colloqui con i rappresentanti della Generalitat de Catalunya, che il 14 aprile si era proclamata Repubblica Catalana nell'ambito di uno Stato federale spagnolo. Proclamando l'autonomia la Generalitat de Catalunya aveva violato gli accordi di San Sebastian. L'Esquerra Republicana de Catalunya di Francesc Macià, pur essendo legata alla sinistra, non raccoglieva la fiducia dei politici di Madrid che in essa vedevano forte l'apporto degli anarchici della Confederación Nacional del Trabajo.

## Il biennio socialista

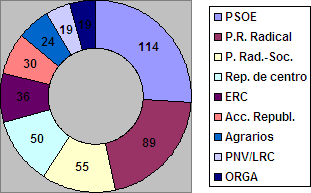
Composizione delle Cortes nel 1931

Il 28 giugno 1931 si tennero le elezioni generali che videro la vittoria alle Corti della sinistra. Il governo fu composto esclusivamente dalle forze di sinistra che focalizzarono il loro obiettivo contro la Chiesa cattolica, nonostante la popolazione spagnola fosse ancora profondamente religiosa. La "profondità religiosa" della Spagna viene comunque messa in discussione dall'affermazione di Antony Beevor nel saggio "La guerra civile spagnola", lì dove si afferma che nel periodo storico della Seconda Repubblica "la presenza di fedeli nelle chiese spagnole fosse la più bassa di qualsiasi altra nazione cristiana, meno del 20% del totale della popolazione andava a messa e nella maggior parte della zona a sud della Sierra de Guadarrama la presenza era inferiore al 5%. Nonostante queste statistiche, le gerarchie ecclesiastiche, in Spagna e a Roma, erano convinte che la Repubblica aveva deciso una persecuzione". Il 6 luglio 1931 l'anarchica Confederación Nacional del Trabajo indisse lo sciopero del personale telefonico, ciò portò a scontri tra anarchici e forze dell'ordine a Siviglia in cui si registrarono sette morti. Allo sciopero seguì quindi lo sciopero generale e nei giorni seguenti ci furono altri trenta morti tra operai e forze di polizia, finché il 22 luglio il Governo proclamò lo "stato di guerra".
Le riforme militari promosse da Azaña già nell'ottobre 1931 gli alienarono le simpatie iniziali di parte dei vertici militari.

### Fase costituente
(Preambolo della Costituzione del 1931)
Le Cortes Generales nominarono una Commissione costituzionale incaricata di elaborare un progetto di Costituzione, che fu approvato nel dicembre del 1931, dopo tre mesi di dibattito.
La Costituzione spagnola del 1931 stabiliva i seguenti principi:
- a) lo Stato era unitario, ma si ammetteva la possibilità di formare governi autonomi in alcune regioni;
- b) il potere legislativo risiedeva integralmente nelle Cortes, costituite da una sola camera;
- c) il potere esecutivo spettava al Consiglio dei ministri (Consejo de Ministros) e al Presidente della Repubblica, eletto dalla Camera dei deputati e da alcuni compromisarios, mentre le sue competenze erano ristrette e sempre sotto il controllo del parlamento;
- d) il potere giudiziario risiedeva nelle mani di giudici indipendenti;
- e) era prevista la possibilità di espropriazione forzosa di qualsiasi tipo di proprietà per utilità sociale e pubblica, mediante indennizzo, così come era prevista l'opzione della nazionalizzazione dei servizi pubblici;
- f) presentava un'ampia dichiarazione dei diritti e della libertà, estesa ai temi economici e sociali;
- g) il voto era concesso ai maggiori di ventitré anni ed era esteso per la prima volta anche alle donne;
- h) si dichiarava la separazione tra Stato e Chiesa (estado aconfesional) e si riconoscevano il matrimonio civile e il divorzio;
- i) si sancivano l'uguaglianza di tutti i cittadini di fronte alla legge e il diritto all'educazione e al lavoro.

La costituzione non ottenne il consenso di tutte le forze politiche. Sebbene fosse stata approvata da una larga maggioranza, evidenziava le profonde differenze tra la sinistra e la destra, soprattutto relativamente alla questione religiosa e a quella delle autonomie.

### La questione religiosa

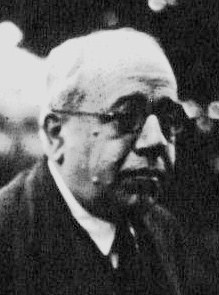
Manuel Azaña

I settori cattolici si opposero alla aconfesionalidad (neutralità confessionale) dello Stato, mentre la destra più centralista non accettò la riforma della struttura statale che garantiva il diritto all'autogoverno di alcune regioni. Particolarmente invise alla Chiesa erano le norme che disponevano lo scioglimento di tutti gli ordini religiosi, la fine dei sussidi ai religiosi entro due anni (i sussidi erano stati concessi come indennizzo a seguito della confisca delle terre della Chiesa nel 1837). Inoltre fu di fatto abolito l'insegnamento religioso e fu sancita la separazione tra Stato e Chiesa, dopo secoli in cui era stata affermata indissolubilità tra la Chiesa e lo Stato di Spagna. Fu il ministro Manuel Azaña Díaz a rendere meno dure le norme contro la Chiesa, limitando lo scioglimento degli ordini religiosi alla sola Compagnia di Gesù.
L'approvazione degli articoli anticlericali della Costituzione determinò le dimissioni degli esponenti cattolici presenti nel governo Miguel Maura e Niceto Alcalá-Zamora y Torres. A seguito delle dimissioni di quest'ultimo dalla Presidenza del Consiglio si scelse Manuel Azaña. Alejandro Lerroux, alla guida del Partido Republicano Radical (PRR) passò all'opposizione. Infine Alcalá-Zamora accettò di diventare presidente della Repubblica il 10 dicembre 1931.
Nel gennaio 1932 i cimiteri delle chiese furono dati ai comuni e in alcuni casi fu imposta una tassa sui funerali di rito cattolico. Dalle scuole furono rimossi i crocefissi, così come dagli ospedali. Furono inoltre vietati i rintocchi delle campane.
Il 17 maggio 1933, il governo varò definitivamente la controversa legge sulle confessioni e congregazioni religiose (Ley de Confesiones y Congregaciones Religiosas), ratificata dalle Cortes Generales il 2 giugno 1933, e regolamentata con decreto del 27 luglio successivo. La legge attuava il divieto costituzionale dell'insegnamento per gli ordini religiosi, mentre si espropriavano tutti i beni e le proprietà ecclesiastiche. La legge fu un duro colpo al sistema scolastico del paese (le scuole gestite dagli ordini religiosi contavano 350.000 alunni) in un paese dove un terzo della popolazione era analfabeta. Papa Pio XI reagì contro questa legge con l'enciclica Dilectissima Nobis del 3 giugno 1933, a difesa dei diritti civili dei cattolici.

### Il sollevamento del generale Sanjurjo
Il 31 dicembre 1931 a Castilblanco la CNT organizzò un comizio, ma l'autorità negò il permesso; i manifestanti decisero ugualmente di scendere in piazza. La Guardia Civil intervenne per impedirne lo svolgimento, ma a quel punto le quattro guardie furono circondate dalla folla e linciate. Il generale Sanjurjo, comandante della Guardia Civil, fu destituito e trasferito ai Carabineros, si recò in seguito a Castilblanco, rimanendo sconvolto dai racconti delle altre guardie sopravvissute.
Il 10 agosto 1932 il generale Sanjurjo, con l'appoggio di circoli monarchici e numerosi militari mise in atto un colpo di Stato che ebbe sul momento successo a Siviglia, ma che però fu facilmente contrastato dal governo a Madrid che procedette a retate e a Siviglia da uno sciopero generale proclamato dalla CNT unitamente ai militanti comunisti. Sanjurjo fu catturato mentre tentava di raggiungere il Portogallo e condannato a morte. La pena fu in seguito sospesa e fu mandato in esilio in Portogallo, al tempo retto da una dittatura.

### Lo statuto per la Catalogna e la riforma agraria
La vittoria del governo sugli insorti e il prestigio acquisito permisero di accelerare alcune riforme come lo statuto per la Catalogna approvato il 9 settembre e la riforma agraria. Le elezioni in Catalogna si tennero il 20 novembre e furono vinte dall'Esquerra Republicana de Catalunya di Lluís Companys i Jover. Lo statuto concesso alla Catalogna provocò analoghe richieste anche da altre regioni come i Paesi Baschi, la Comunità Valenzana, la Castiglia e la Galizia. La riforma agraria fu più complessa e furono lottizzati tutti i possedimenti superiori ai 56 acri

#### I fatti di Casas Viejas
Altri tragici avvenimenti vi furono l'11 gennaio 1933 quando a Casas Viejas alcuni anarchici della CNT venuti da fuori diedero vita ad una sommossa. Le quattro guardie civili presenti nella caserma furono assediate e fatte bersaglio di armi da fuoco: due furono ferite a morte, le rimanenti chiesero rinforzi e dalla vicina Medina-Sidonia arrivarono gli Asaltos. Gli anarchici in breve furono respinti su una collina dove si asserragliarono, nel frattempo gli Asaltos perquisirono le case. A un'abitazione, in cui un anarchico si era barricato insieme alla figlia e resisteva sparando con la doppietta, la polizia diede fuoco. Gli occupanti furono abbattuti quando ne uscirono per scampare al rogo. In seguito furono uccisi altri dodici anarchici che già in precedenza si erano arresi. Negli scontri caddero in tutto circa ventiquattro persone. L'opposizione sfruttò l'avvenimento per attaccare il governo e nell'aprile 1933, in occasione delle elezioni municipali, i partiti di governo andarono incontro a una forte flessione dei consensi.
Nell'estate Manuel Azaña si dimise, fissando le elezioni per il 19 novembre 1933. Si susseguirono ben due crisi di governo e il leader dei radicali Alejandro Lerroux divenne presidente del consiglio dal 12 settembre all'8 ottobre 1933, quando lasciò al compagno di partito Diego Martínez Barrio, che governò fino all'8 dicembre 1933.

## Il biennio conservatore (1934-1936)

### Le elezioni

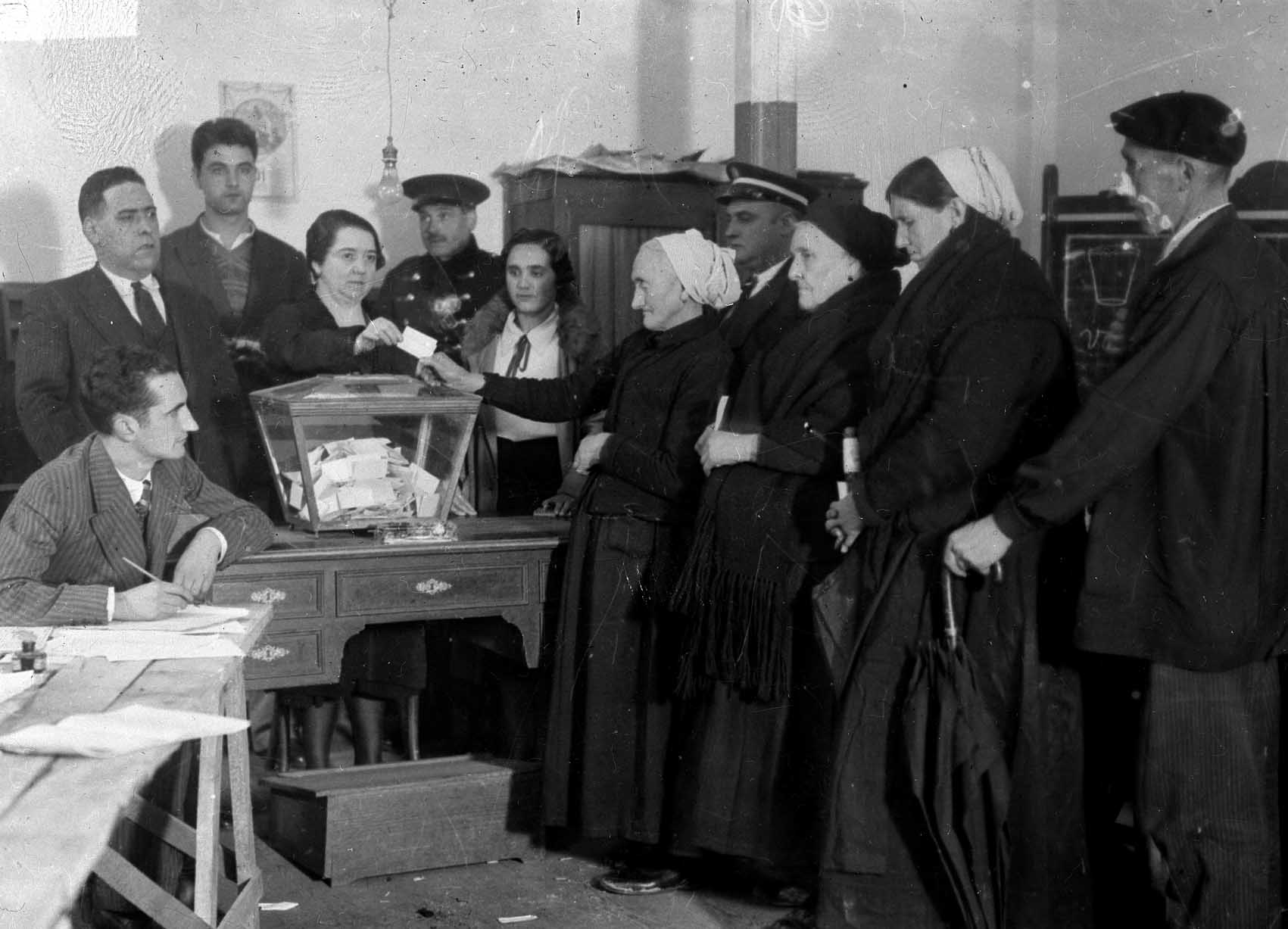
Le elezioni del 1933 furono le prime in Spagna cui furono ammesse anche le donne

Le elezioni del 19 novembre 1933 alle Corti Generali furono vinte dai conservatori della Confederazione Spagnola delle Destre Autonome (CEDA), guidata da José María Gil-Robles, una coalizione di partiti della destra monarchica e nazionalista. Oltre ad una perdita di consensi fra gli elettori dalla sinistra, la Ceda ottenne alti consensi soprattutto tra le donne che si trovarono per la prima volta a votare. Inoltre tutte le formazioni di destra erano confluite in un unico cartello elettorale, cosa che non era stata fatta a sinistra, che peraltro si era progressivamente "bolscevizzata". In parte la frammentazione era dovuta alla volontà di Francisco Largo Caballero del PSOE di contendere l'elettorato dei lavoratori ai sindacati anarchici, rompendo con la sinistra moderata, proponendo la nazionalizzazione delle terre e lo scioglimento di tutti gli ordini religiosi, della Guardia Civil e dell'esercito in favore di una milizia "democratica". A seguito della sconfitta il PSOE, sotto la guida di Largo Caballero che aveva messo in minoranza il moderato Indalecio Prieto, incominciò ad armarsi in vista di una prossima insurrezione che avrebbe dovuto portare alla dittatura del proletariato, ignorando gli avvertimenti del vecchio leader del sindacato socialista Unión General de Trabajadores Julián Besteiro, che considerava il tentativo di imporre la "dittatura del proletariato" "una vana illusione di bambini". Come la sinistra anche i gruppi di destra incominciarono ad armarsi, i Carlisti in Navarra e in parte il piccolo movimento falangista a Madrid.
La Falange Española si presentò per la prima volta alle elezioni e fece eleggere il proprio leader José Antonio Primo de Rivera. Il 13 febbraio 1934 si fuse con le Juntas de Ofensiva Nacional-Sindicalista (JONS) di Ramiro Ledesma Ramos e Onésimo Redondo Ortega. A sinistra un'inedita alleanza fatta a Malaga tra il Partito Comunista di Spagna, il Partito Socialista Operaio Spagnolo e la Sinistra Repubblicana, elesse Cayetano Bolívar il primo comunista ad entrare alle Cortes.
Sempre nello stesso periodo i grandi latifondisti e in generale la classe padronale celebrarono la vittoria della destra con aumenti degli affitti e riduzione degli stipendi dei lavoratori. Secondo una logica che il leader della CEDA José María Gil-Robles più tardi definì di "egoismo suicida".

### Il governo Lerroux
Venne costituita una coalizione governativa tra la CEDA, che aveva trionfato, e i radicali di Alejandro Lerroux, arrivati secondi alle elezioni. I socialisti arrivarono terzi. Contrariamente a quanto si pensava il presidente della Repubblica Niceto Alcalá-Zamora y Torres incaricò Lerroux di costituire il proprio governo dal quale restarono volontariamente fuori i rappresentanti della CEDA. L'8 dicembre 1933 scoppiarono in tutta la Spagna insurrezioni guidate dai sindacati anarchici che videro scioperi particolarmente violenti, assalti alle caserme della Guardia Civil e il procurato deragliamento del treno Barcellona-Siviglia. L'insurrezione riuscì a Saragozza dove l'esercito impiegò quattro giorni per avere ragione degli insorti. Nel frattempo il Governo aveva dichiarato lo stato di emergenza ed aveva cominciato ad arrestare i capi dei sindacati anarchici della Confederación Nacional del Trabajo e della sua costola più intransigente della Federación Anarquista Ibérica. La sinistra socialista, per bocca del suo leader Francisco Largo Caballero, intensificò le proprie minacce rivoluzionarie.
Nel gennaio 1934 fu sospesa la legge che impediva di insegnare ai religiosi, mentre la lottizzazione delle terre fu completamente sospesa. Il 20 aprile 1934, con l'approvazione della "Ley de Amnistía" furono amnistiati tutti i partecipanti al fallito colpo di Stato del generale José Sanjurjo. Il decreto di amnistia incontrò l'opposizione del presidente della repubblica Niceto Alcalá-Zamora y Torres che pure lo firmò. Pochi giorni dopo Lerroux rassegnò le dimissioni in favore del compagno di partito Ricardo Samper, che restò presidente del Consiglio dal 28 aprile al 4 ottobre 1934. Nel maggio 1934 José Calvo Sotelo, uno dei più carismatici leader della destra monarchica, ritornò dal volontario esilio in Francia e sostituì Antonio Goicoechea alla guida del piccolo partito di opposizione monarchica Renovación Española.
Il 26 settembre la CEDA tolse il suo sostegno al governo aprendo la crisi. Ricardo Samper si dimise e al suo posto fu nuovamente incaricato Alejandro Lerroux. Il nuovo governo incluse anche tre rappresentanti della CEDA. Tutta la sinistra, guidata da Azaña, attaccò il governo e, dopo aver preavvertito le autorità, indisse lo sciopero a Madrid.

### Lo sciopero generale contro i tre ministri della CEDA

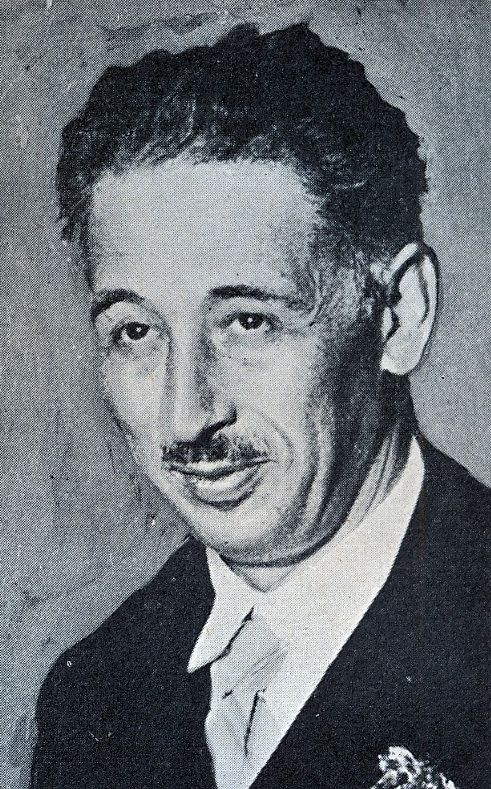
Lluís Companys i Jover, leader della "Esquerra Republicana de Catalunya"

L'inclusione di tre ministri della CEDA nel governo guidato da Ricardo Samper, avvenuta il 1º ottobre 1934, innescò il 5 ottobre lo sciopero generale voluto dai sindacati di sinistra. A Madrid vi fu il tentativo di occupare il ministero dell'Interno, il Parlamento e la Banca di stato, ma fu sventato dalle forze di sicurezza. Tra gli arrestati anche Francisco Largo Caballero.
In Catalogna lo sciopero ebbe maggior successo, nonostante l'assenza dei sindacati anarchici della CNT. Lluís Companys i Jover, che era succeduto a Francesc Macià, ne approfittò per proclamare l'indipendenza dello Stato Catalano il 6 ottobre 1934 dal balcone del palazzo della Generalitat de Catalunya.
(Lluís Companys i Jover, all'epoca presidente della Generalitat de Catalunya)
Ci fu qualche scontro tra le milizie catalane e le forze dell'esercito che provocò una ventina di morti, poi il nuovo primo ministro spagnolo Lerroux ordinò lo "stato di guerra" e diede disposizioni al generale Domingo Batet di far terminare la sommossa. Batet fece schierare alcuni cannoni caricati a salve e, quando il mattino del 7 ottobre Lluís Companys i Jover gli propose di schierarsi dalla parte dei ribelli, rispose "Io sono per la Spagna" e procedette al suo arresto. Furono arrestati Lluís Companys i Jover e diversi membri del governo. Tra gli arrestati vi fu anche Manuel Azaña, che si trovava a Barcellona casualmente come fu poi appurato.

### La rivoluzione delle Asturie
Nel nord l'insurrezione ebbe un violento sviluppo nella rivoluzione nelle Asturie capeggiata dagli anarchici e dai socialisti. I leader della rivolta furono i deputati del PSOE Ramón González Peña, Teodomiro Menéndez e Belarmino Tomás. I minatori delle Asturie autonomisti e sobillati da deputati del Partito Socialista Operaio Spagnolo, insorsero e occuparono Oviedo. Molte chiese e conventi furono incendiati, a Turón numerosi religiosi furono fucilati. A Sama la caserma resistette per un giorno e mezzo, ma quando si arrese sia i soldati della Guardia Civil sia gli Asaltos furono tutti passati per le armi. Inoltre molte donne della borghesia furono stuprate. L'insurrezione durò due settimane e fu necessario l'intervento del Tercio de Extranjeros, comandato da Madrid dal generale Francisco Franco. La repressione fu altrettanto violenta.
Tutti i leader della rivolta furono processati dai tribunali militari e vi furono venti condanne a morte, ma solo due di queste furono realmente eseguite. Una riguardava la condanna di un criminale comune che aveva approfittato dei disordini di Barcellona e l'altra un sergente dell'esercito che aveva disertato nelle Asturie. Le altre condanne furono commutate per l'intervento dei radicali di Lerroux, poi il governo entrò in crisi e fu riformato un nuovo gabinetto Lerroux in cui i ministri della CEDA salirono a cinque, tra cui anche Gil-Robles come ministro della Guerra.

### Lo scandalo "straperlo"
Nell'autunno Lerroux fu sostituito alla guida del governo dal finanziere Joaquín Chapaprieta Torregrosa. Nello stesso periodo il partito radicale fu travolto dallo scandalo "estraperlo". Due imprenditori olandesi, Daniel Strauss e Perl avevano pagato tangenti ad alcuni ministri del partito di Lerroux al fine di ottenere la licenza ad introdurre le macchinette "Straperlo" per il gioco d'azzardo in Spagna. Il gioco d'azzardo era stato vietato durante la dittatura di Miguel Primo de Rivera. Quando scoppiò lo scandalo furono coinvolti numerosi politici del partito radicale e lo stesso figlio adottivo di Lerroux che fu costretto a dimettersi tra i fischi dei deputati delle Cortes Generales.
Poche settimane dopo Joaquín Chapaprieta venne in urto con la CEDA e i ministri cedisti si dimisero causando l'ennesima crisi di governo. Alcalá Zamora, dopo aver verificato l'impossibilità di costituire una nuova maggioranza sciolse le Cortes, e il 7 gennaio furono fissate le nuove elezioni per il 16 febbraio 1936. Allo storico Manuel Portela Valladares fu assegnato l'incarico di portare il paese alle urne.

## Il Fronte Popolare

### Le elezioni del febbraio 1936

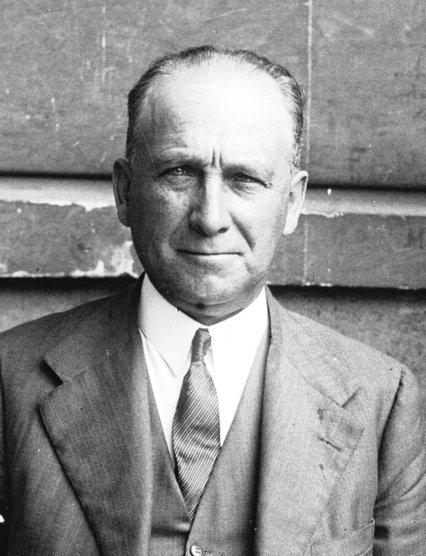
Francisco Largo Caballero, leader del "Partido Socialista Obrero Español", vincitore delle elezioni

Nonostante le forti rivalità a sinistra, il Partito Socialista Operaio Spagnolo di Francisco Largo Caballero e Indalecio Prieto, il Partito Comunista di Spagna di José Diaz e Dolores Ibárruri, la Sinistra Repubblicana di Manuel Azaña, la Sinistra Repubblicana di Catalogna di Lluís Companys, il trotskista Partito Operaio di Unificazione Marxista e l'Unione Repubblicana di Diego Martínez Barrio costituirono il cartello unico del Fronte Popolare, secondo una denominazione suggerita dai comunisti.
La Confederazione Spagnola delle Destre Autonome di Gil Robles si presentò da sola e solo successivamente allargò la coalizione a tutte le altre forze di destra presenti nel paese che si riunirono nel "Frente Nacional Contrarrevolucionario". In questo cartello confluirono i monarchici di "Renovación Española" di José Calvo Sotelo, il "Partido Agrario Español" di José Martínez de Velasco, i carlisti della "Comunión Tradicionalista" e il "Partido Nacionalista Español" di José María Albiñana. La "Falange Española y de las JONS" di José Antonio Primo de Rivera corse invece da sola.
Più variegato il fronte centrista con il "Partido del Centro Democrático" di Manuel Portela Valladares, i radicali di Alejandro Lerroux, i baschi e i catalani della "Lliga Catalana" di Francesc Cambó.
Le elezioni del 16 febbraio furono caratterizzate da un clima abbastanza tranquillo e furono vinte dal "Fronte Popolare" con 4.176.156 voti e 276 deputati contro i 3.783.601 voti del Fronte Nazionale con 132 deputati.. I centristi di Lerroux sparirono dalla scena politica.
Fin dai primi giorni dopo la vittoria del Fronte Popolare i contadini iniziarono ad occupare le terre dei proprietari e nelle città gli attivisti di sinistra cominciarono a richiedere l'amnistia per i detenuti. A Oviedo le carceri furono aperte e i detenuti posti in libertà.

### Il governo Manuel Azaña
Il nuovo governo fu costituito in poco tempo ed al vertice fu nominato Manuel Azaña, curiosamente non furono inclusi membri del "Partido Socialista Obrero Español", partito che aveva ottenuto un terzo dei voti della sinistra. Ciò è da imputare all'antagonismo tra Francisco Largo Caballero e Indalecio Prieto. Il primo, sempre più vicino al Partito Comunista di Spagna, i cui militanti lo avevano soprannominato "il Lenin spagnolo", puntava all'instaurazione di una dittatura del proletariato protetta dalle forze di una "Armata Rossa spagnola" mentre Prieto, più moderato, riteneva che invocare la rivoluzione potesse solo spaventare la classe media e alla lunga provocare un intervento dei militari. Largo Caballero aveva deciso che a portare avanti il programma di governo fossero solo gli uomini di Azaña che avrebbero operato fin dove era loro possibile, per poi sostituirsi a loro con un governo dominato dai socialisti, invece Prieto era convinto della necessità di partecipare direttamente al governo.

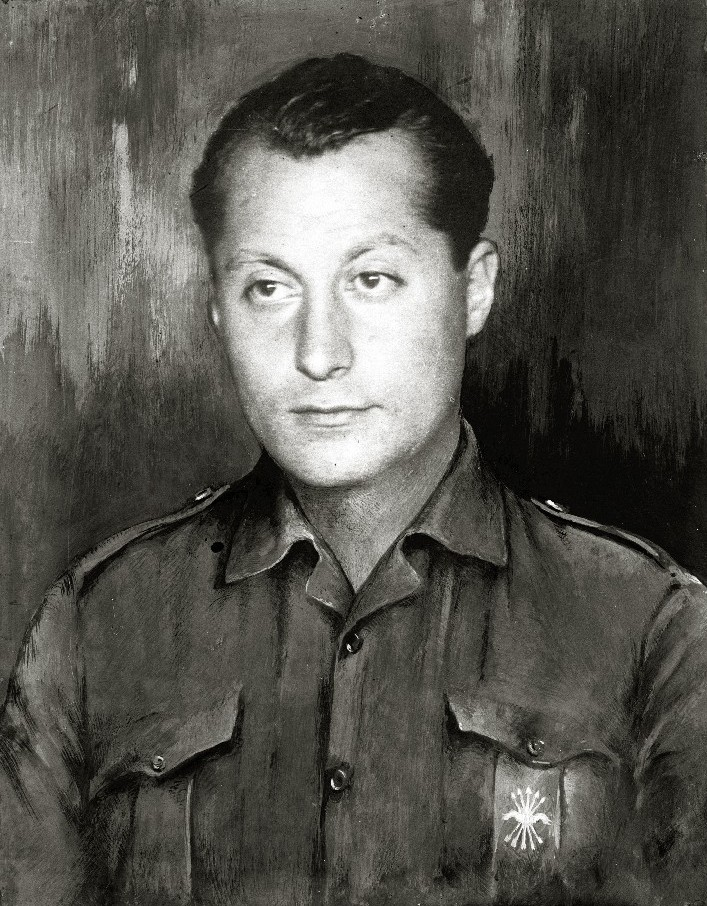
José Antonio Primo de Rivera, leader della "Falange Española y de las JONS"

Nuove violenze si scatenarono nel paese, in parte dovute alle sinistre che in preda all'euforia della vittoria assaltarono le chiese, le proprietà private dei benestanti e aggredirono i militanti della "Falange Española". In parte dagli operai che frustrati dalle lunghe attese per le riforme proclamarono scioperi che iniziarono a susseguirsi con maggiore violenza così come le richieste esagerate di aumenti salariali. Di suo la "Falange Española", temendo la repressione del governo, su ispirazione di José Antonio Primo de Rivera aveva provveduto ad "organizzare l'apparato illegale del Movimento". Scontri di piazza e attentati contro singole personalità politiche si susseguirono e non furono infrequenti scontri tra falangisti e anarchici del FAI, o tra anarchici e socialisti quando non si scontrarono direttamente le due opposte fazioni sindacali della Federazione anarchica iberica e della socialista Unión General de Trabajadores. Inoltre vetture guidate da falangisti cominciarono a mostrarsi con le armi ostentate, molto spesso però si trattava in realtà di militanti anarchici dei sindacati della Federazione anarchica iberica o della Confederación Nacional del Trabajo passati alla Falange e interessati ad aumentare il caos costoro erano spregiativamente chiamati dai socialisti "FAI-lange".
Uno dei primi provvedimenti di Manuel Azaña fu l'amnistia per i detenuti politici, già richiesta a gran voce subito dopo la vittoria elettorale. Tra questi fu liberato Lluís Companys ed altri leader catalani. Quasi tutti i governatori civili furono sostituiti con uomini dell'"Izquierda Republicana" di Azaña e i generali Francisco Franco e Manuel Goded Llopis che avevano debellato la rivolta nelle Asturie furono esonerati ed inviati uno alla guarnigione delle Isole Canarie e l'altro a quella delle Isole Baleari. Il 23 febbraio fu ricostituita la Generalitat de Catalunya che era stata sospesa dopo la proclamazione di Companys. 

#### La messa fuorilegge della Falange
Il 27 febbraio la sede centrale di Madrid della "Falange Española y de las JONS" fu chiusa dal Governo. Con decreto del 29 febbraio i datori di lavoro furono costretti a riassumere tutti gli operai che avevano licenziato nel 1934 a seguito degli scioperi, indennizzarli e a mantenere anche i nuovi operai assunti. La sconfitta nel frattempo unì le destre rimaste all'opposizione che furono affiancate anche dai pochi deputati eletti nel partito di Lerroux. La CEDA rimase il principale partito d'opposizione ma la leadership fu assunta da José Calvo Sotelo alla guida della monarchica "Renovación Española".
L'11 marzo lo studente falangista Juan José Olano fu ucciso per strada a pistolettate e il giorno seguente tre esponenti della "Falange spagnola" per rappresaglia tentarono di uccidere Luis Jiménez de Asúa, padre della costituzione repubblicana che rimase illeso e il 16 marzo esplosero dei colpi d'arma da fuoco contro la casa di Francisco Largo Caballero. Il 14 marzo 1936 la "Falange Española y de las JONS" fu messa fuori legge e José Antonio Primo de Rivera fu arrestato insieme al fratello Miguel con l'accusa di aver rotto i sigilli posti dalla polizia il 27 febbraio alla sede madrilena della Falange e di detenzione abusiva di armi. Il 19 marzo fu arrestato anche Onésimo Redondo Ortega, fondatore delle Juntas de Ofensiva Nacional-Sindicalista e dirigente della Falange. Sebbene la "Falange Española" avesse preso meno dell'1% per cento dei voti, poteva contare su almeno trentamila membri grazie anche all'adesione di gran parte del movimento giovanile della CEDA. Nei mesi successivi si radicalizzarono ancor di più gli scontri armati tra gruppi politici di destra e di sinistra.
Il governo represse duramente solo i movimenti di destra ma tollerò i reati quando questi erano commessi dalla sinistra, come denunciato dal deputato Miguel Maura, "I cittadini pacifici, dalle simpatie politiche più diverse, credono che ormai la costituzione sia lettera morta e che insulti, violenze, incendi, omicidi, distruzioni di proprietà non contino più per il codice penale se coloro che li commettono si pongono sotto l'egida stellata della falce e del martello" o scritto in seguito dalla Radicale Clara Campoamor nel suo "Storia della Rivoluzione spagnola".

### L'incriminazione di Alcalá-Zamora
Il 7 aprile 1936 Indalecio Prieto e Manuel Azaña proposero di incriminare il presidente della Repubblica Niceto Alcalá-Zamora y Torres per aver sciolto il Parlamento in quanto si sarebbe arrogato un potere di cui non disponeva (la Costituzione prevedeva che se il presidente della Repubblica scioglieva due volte il Parlamento poteva essere deposto). Alcalá-Zamora che era sempre stato inviso alla sinistra fu destituito e dopo un mese sostituito da Manuel Azaña. L'operazione era volta a vincere le incertezze del PSOE nominando presidente della Repubblica Azaña che avrebbe a sua volta lasciato il posto di presidente del Consiglio a Prieto. Prieto fu incaricato di formare il nuovo governo ma l'opposizione di Francisco Largo Caballero fece sfumare tutto e fu quindi nominato il leader autonomista galiziano Santiago Casares Quiroga.

### Il governo Quiroga

#### La scia di sangue
Il 13 aprile fu ucciso un giudice che aveva condannato a trent'anni un falangista. Il 14 aprile 1936 una bomba fu gettata contro la tribuna presidenziale nel corso di un corteo e un tenente della Guardia Civil fu ucciso per errore dalla milizia dagli "Asaltos". Il 16 aprile, il corteo funebre del tenente della Guardia Civil, vide la partecipazione di tutti i falangisti di Madrid e fu seguito a breve distanza dai socialisti che di tanto in tanto sparavano in aria e lanciavano slogan. Giunti al cimitero si arrivò allo scontro tra falangisti e "Asaltos". Morirono negli scontri circa una dozzina di persone e tra queste il marchese falangista Andrés Saenz de Heredia, cugino germano dello stesso José Antonio Primo de Rivera. Il responsabile della morte di Andrés Saenz fu individuato nel tenente degli "Asaltos" José del Castillo.
Il 1º maggio un imponente corteo di lavoratori attraversò Madrid innalzando bandiere rosse e ritratti di Lenin e Stalin affiancati da quelli di Largo Caballero. Il 9 maggio i falangisti uccisero Carlos Faraudo, membro dell'"Unión Militar Republicana Antifascista".
Francisco Largo Caballero il 24 maggio in un comizio tenuto a Cadice non tenne nascosta la propria volontà di arrivare alla "dittatura del proletariato":
(Francisco Largo Caballero, durante un comizio tenuto a Cadice il 24 maggio 1936)
Il 1º giugno fu proclamato un imponente sciopero che vide la partecipazione di circa 70.000 persone. I picchetti furono attaccati dai falangisti e molti scioperanti invece saccheggiarono i negozi del centro provocando l'intervento delle forze dell'ordine. Il 16 giugno 1936, nel corso di una seduta alle Cortes Generales, José Calvo Sotelo che era diventato uno dei leader della destra monarchica denunciò le violenze fatte dai miliziani comunisti, Nel corso del suo intervento il presidente del consiglio Santiago Casares Quiroga si lasciò sfuggire una minaccia nei suoi confronti: "La violenza contro il capo del partito monarchico non sarebbe un crimine", cui Sotelo replicò piccato.

#### La morte di Calvo Sotelo
José del Castillo, responsabile dell'uccisione del falangista Andrés Saenz de Heredia, nel frattempo era diventato un membro importante dell'organizzazione Unión Militar Republicana Antifascista e fu ucciso dai Falangisti il 12 luglio.
Nella notte tra il 12 e 13 luglio 1936 il leader monarchico José Calvo Sotelo fu rapito e assassinato da militanti socialisti. Il rapimento fu pianificato da Fernando Condés della Guardia Civil, noto per le sue idee di sinistra che nel 1934 era stato allontanato dall'esercito per complicità con i ribelli delle Asturie, ma poi recentemente reintegrato da Santiago Casares Quiroga. I monarchici esortarono l'esercito a intervenire.
Si diffuse forte la sensazione che il Governo presieduto da Santiago Casares Quiroga non fosse in grado di controllare la propria polizia e l'evento, che causò sgomento in tutta la Spagna. Lo stesso giorno dell'omicidio alcuni degli Asaltos furono arrestati dalla polizia mentre Condés e Cuenca, coperti dal partito e dal corpo degli Asaltos riuscirono a nascondersi. Nel frattempo il Governo dispose la chiusura di tutte le sedi politiche madrilene della CEDA, dei carlisti e degli anarchici. Mentre l'UGT e Partito Comunista di Spagna espressero solidarietà al Governo. Indalecio Prieto si recò in delegazione, accompagnato da rappresentanti del partito socialista e comunista, da Quiroga reclamando armi, ma avuta risposta negativa i miliziani di sinistra consegnarono ai propri militanti tutte le armi che avevano nei propri arsenali. In occasione dei funerali di Castillo e di Sotelo, avvenuti lo stesso giorno e nel medesimo cimitero, ci fu uno scontro a fuoco tra i due gruppi contrapposti.

## La guerra civile spagnola

### Il colpo di Stato
Già subito dopo la proclamazione della repubblica ambienti monarchici e militari avevano iniziato a cospirare per rovesciare il governo repubblicano. L'avvenimento più importante fu il fallito golpe del generale José Sanjurjo del 1932.
La vittoria del Frente popular nelle elezioni del febbraio 1936 fece nuovamente prendere consistenza alle ipotesi golpiste. Già subito dopo le elezioni il nuovo governo presieduto da Manuel Azaña aveva provveduto ad allontanare dalla capitale i generali che non erano di sentimenti repubblicani, così Manuel Goded Llopis era stato inviato alle isole Baleari, Francisco Franco alle Isole Canarie e Emilio Mola a Pamplona. Prima di lasciare Madrid i tre generali si erano già incontrati con Luis Orgaz e José Enrique Varela.
Mola, che era stato durante la monarchia a capo dei servizi segreti spagnoli, con il nome in codice di "Director" divenne l'anima organizzativa pur non essendo mai stato coinvolto con precedenti "pronunciamenti". Giunto a Pamplona, Mola prese rapidamente contatti con Sanjurjo che si trovava a Lisbona in esilio e con i responsabili del movimento carlista. In aprile Mola diffuse un documento riservato, in cui si ipotizzava che immediatamente dopo la rivolta in ogni provincia si sarebbe dovuto provvedere alla creazione di un organismo civile e uno militare. Le operazioni in ciascuna provincia erano delegate alle sezioni provinciali che avrebbero dovuto occupare tutti gli edifici pubblici.
Il golpe che era stato progettato per aprile fu rimandato a causa della defezione del generale Ángel Rodríguez del Barrio. Inoltre in aprile non erano stati ancora coinvolti nella rivolta né i carlisti, né i falangisti. La discussione con i Carlisti si trascinava su problematiche inerenti al futuro ordinamento dello Stato. Nel giugno Mola ottenne l'appoggio dei generali Gonzalo Queipo de Llano e Miguel Cabanellas Ferrer, che erano stati entrambi di sentimenti repubblicani. L'accordo con i Carlisti fu raggiunto solo ai primi di luglio e con la "Falange Española y de las JONS" ufficialmente il 29 giugno quando José Antonio Primo de Rivera riuscì far uscire dal carcere Modello una lettera con l'adesione ufficiale del movimento.
Il 23 giugno dalle Isole Canarie il generale Franco inviò al presidente del consiglio Santiago Casares Quiroga una lettera protestando per il trattamento tenuto nei confronti degli ufficiali dell'esercito considerati di destra che erano stati sostituiti con altri di tendenza repubblicana. La lettera non ottenne risposta da Quiroga che semplicemente la ignorò. Secondo quanto poi detto dallo stesso Franco la lettera aveva come obiettivo di portare ad un accomodamento in modo da scongiurare il "pronunciamento". Franco, che fino a quel momento aveva tentennato, si schierò decisamente con i futuri insorti.
Intanto la situazione generale degenerava sempre più e non passò giorno senza che avvenisse un omicidio politico che colpiva o l'una o l'altra parte. L'11 luglio un gruppo di falangisti occupò momentaneamente la radio di Valencia annunciando la prossima "Rivoluzione nazional-sindacalista". Il 12 luglio nel Marocco spagnolo avvenne un'imponente parata militare alla presenza dei generali Romerales e Gómez Morato che erano molto vicini al governo. Al termine della parata telegrafarono a Madrid che tutto andava bene, ma la sera stessa numerosi ufficiali ribelli tennero alcune riunioni per fare il punto della situazione. Durante la cena che seguì, alla presenza dei due generali si sentì gridare "CAFE!" che presso i ribelli significava "Camaradas! Arriba Falange española !". Lo stesso giorno da Londra partì un aereo pilotato dal capitano Bebb inviato dal giornalista Luis Bolin con lo scopo di trasportare il generale Franco dalle Canarie al Marocco. Bebb, ignaro della reale missione, doveva portare alcuni passeggeri alle Canarie, ma, per motivi non noti, dovette atterrare a Las Palmas de Gran Canaria e non a Tenerife e lì attendere nuove istruzioni fino al 31 luglio e in mancanza di queste alla scadenza rientrare in Gran Bretagna.
La data dell'insurrezione fu fissata per il 25 luglio anniversario del patrono di Spagna san Giacomo, nonostante il fatto che molte persone, Mola in primis, preferissero che fosse anticipata almeno al 12, onde prevenire un'analoga insurrezione della sinistra data per certa.
Nel frattempo il 13 luglio fu assassinato il deputato monarchico José Calvo Sotelo da una squadra della polizia degli "Asaltos". Il giorno dopo la morte di Calvo Sotelo il Governo chiuse tutte le sedi anarchiche, carliste e monarchiche Mentre l'UGT e Partito Comunista di Spagna espressero solidarietà al Governo. I militari pressati dal crescente clima violento videro nell'omicidio di Calvo Sotelo il segnale che l'insurrezione non poteva essere procrastinata oltre e fissarono l'insurrezione per il 18 luglio. Ricevuta la parola d'ordine "Sin novedad" (nessuna novità) tutte le unità militari si sarebbero dovute sollevare contemporaneamente e occupare le città. L'armata d'Africa, dopo aver preso il controllo del Marocco spagnolo si sarebbe trasferita in Andalusia, dove si supponeva vi sarebbero state maggiori resistenze.
Indalecio Prieto si recò in delegazione, accompagnato da rappresentanti del partito socialista e comunista, presso Casares Quiroga reclamando armi, ma avuta risposta negativa i miliziani di sinistra consegnarono ai propri militanti tutte le armi che avevano nei propri arsenali. In occasione dei funerali di Castillo e di Sotelo avvenuti lo stesso giorno nel medesimo cimitero e tra i due gruppi contrapposti ci fu uno scontro a fuoco. Conscio dell'imminente sollevazione il governo fece arrestare Varela a Cadice e spostò alcune navi presso Gibilterra.
Per pura combinazione in quei giorni morì per un incidente il generale Amadeo Balmes a Las Palmas de Gran Canaria fornendo a Franco la scusa di partecipare ai funerali lasciando così Tenerife il 17 luglio, dove lo attendeva l'aereo del capitano Bebb.

### Lo scoppio della guerra civile
Il 17 luglio 1936 l'esercito comandato da Francisco Franco di stanza nel Marocco spagnolo si sollevò estendendosi nei giorni successivi a diverse regioni della penisola. Nel frattempo altri reparti nella Navarra, comandati dal Generale José Sanjurjo, iniziavano le operazioni al nord. Le intenzioni di Franco erano di conquistare il sud per arrivare velocemente a Madrid, ma la strenua resistenza delle forze repubblicane, in città come Madrid, Barcellona, Valencia e nei Paesi Baschi portarono a una prolungata guerra civile che si concluderà nel marzo 1939.

### La fine della Repubblica
Con l'occupazione di Madrid il 28 marzo da parte delle forze nazionaliste fu immediatamente costituito un governo repubblicano in esilio a Città del Messico, dagli esuli del Fronte Popolare e nel 1946 si trasferì a Parigi. La Repubblica venne formalmente soppressa, tuttavia la monarchia in Spagna venne restaurata ufficialmente dal regime franchista solo col plebiscito del 1947.
Nel 1953, con l'ingresso della Spagna nell'ONU, molti stati, che ancora non avevano riconosciuto la Spagna franchista, disconobbero il governo repubblicano in esilio che si sciolse formalmente solo il 15 luglio 1977, in occasione delle prime elezioni libere.

## Presidenti
| N ° | Nome                          | Ritratto | Insediamento     | Dimissioni       | Partito politico                                                | Note                                                                              |
| --- | ----------------------------- | -------- | ---------------- | ---------------- | --------------------------------------------------------------- | --------------------------------------------------------------------------------- |
| 1   | Niceto Alcalá-Zamora y Torres |          | 14 aprile 1931   | 14 ottobre 1931  | Destra Repubblicana Liberale, Partito Repubblicano Progressista | Presidente del Governo Provvisorio della Repubblica                               |
| 2   | Manuel Azaña Diaz             |          | 14 ottobre 1931  | 10 dicembre 1931 | Azione Repubblicana                                             | Presidente del Governo della Repubblica                                           |
| 3   | Niceto Alcalá-Zamora y Torres |          | 10 dicembre 1931 | 7 aprile 1936    | Partito Repubblicano Progressista                               | Presidente della Repubblica                                                       |
| 4   | Manuel Azaña Diaz             |          | 11 maggio 1936   | 13 marzo 1939    | Sinistra Repubblicana                                           | Presidente della Repubblica. Solo in alcune parti della Spagna dal 3 ottobre 1936 |
| 5   | José Miaja Menant             |          | 13 marzo 1939    | 25 marzo 1939    | militare                                                        | Presidente del Consiglio di Difesa Nazionale. Solo in alcune parti della Spagna   |